# Magnus Devold
Magnus Trygve Olsen Devold (født 13. november 1986 i Oslo) er en norsk komiker, programleder, skuespiller og stuntreporter. Han er opvokset på Tåsen i Oslo.
Devold har været programleder og deltager i en række programmer på TVNorge, som I kveld med Ylvis, Kongen Befaler, På Holmen med Ylvis, Calle og Magnus, Casino og Kjendiskveld med Magnus Devold. Han har også lavet flere rejseprogrammer, hvor han rejser lange strækninger med bil uden at have kørekort, som Kjør meg til OL, hvor han blev kørt fra Norge til OL i hhv. Pyeongchang 2018 og Tokyo 2020, og Slep meg på ferie, der han rejste Norge på langs med campingvogn.
Derudover har han lavet flere korte serie på internettet, som Svensker er mennesker for NRK og Norges beste fest, Verdens beste ferie og TV-Ekstra for VGTV. Han var også reporter i TVNorges sendinger fra Vinter-OL 2018.
Devold er uddannet ved teaterlinjen på Romerike Folkehøgskole og tekstforfatterlinjen ved højskolen Westerdals School of Communication. I årene omkring 2010 deltog han i flere skolerevyer i Oslo, som skuespiller og som instruktør, og vant Revyprisen i 2010 som instruktør for Lambertseterrevyen sammen med Hasse Hope og Christian Valeur. Han var også med i podcasttrioen Dustene (2015–2020) sammen med Fanny Vaager og Hasse Hope.

## Familie
Magnus Devold er barnebarn af journalist, forfatter og musiker Simon Flem Devold.

## Filmografi
| Titel                               | Rolle        | År        |
| ----------------------------------- | ------------ | --------- |
| Knerten                             | Flyttemann   | 2009      |
| Kong Curling                        | Bud          | 2011      |
| Svensker er mennesker               | Reporter     | 2011      |
| I kveld med YLVIS                   | Sidekick     | 2011–2016 |
| Kjendiskveld med Magnus Devold      | Programleder | 2015      |
| Kjør meg til OL                     | Programleder | 2017-2021 |
| Korea rundt med Magnus Devold       | Programleder | 2018      |
| Slep meg på ferie                   | Programleder | 2018      |
| Casino                              | Sidekick     | 2018      |
| Kongen befaler                      | Deltager     | 2020      |
| Ylvis på Holmen med Calle og Magnus | Programleder | 2020      |
| Alle mot alle                       | Deltager     | 2021      |